# Baroniella multiflora
Baroniella multiflora är en oleanderväxtart som först beskrevs av Choux, och fick sitt nu gällande namn av Arthur Allman Bullock. Baroniella multiflora ingår i släktet Baroniella och familjen oleanderväxter. Inga underarter finns listade i Catalogue of Life.